# Susan Elizabeth Phillips

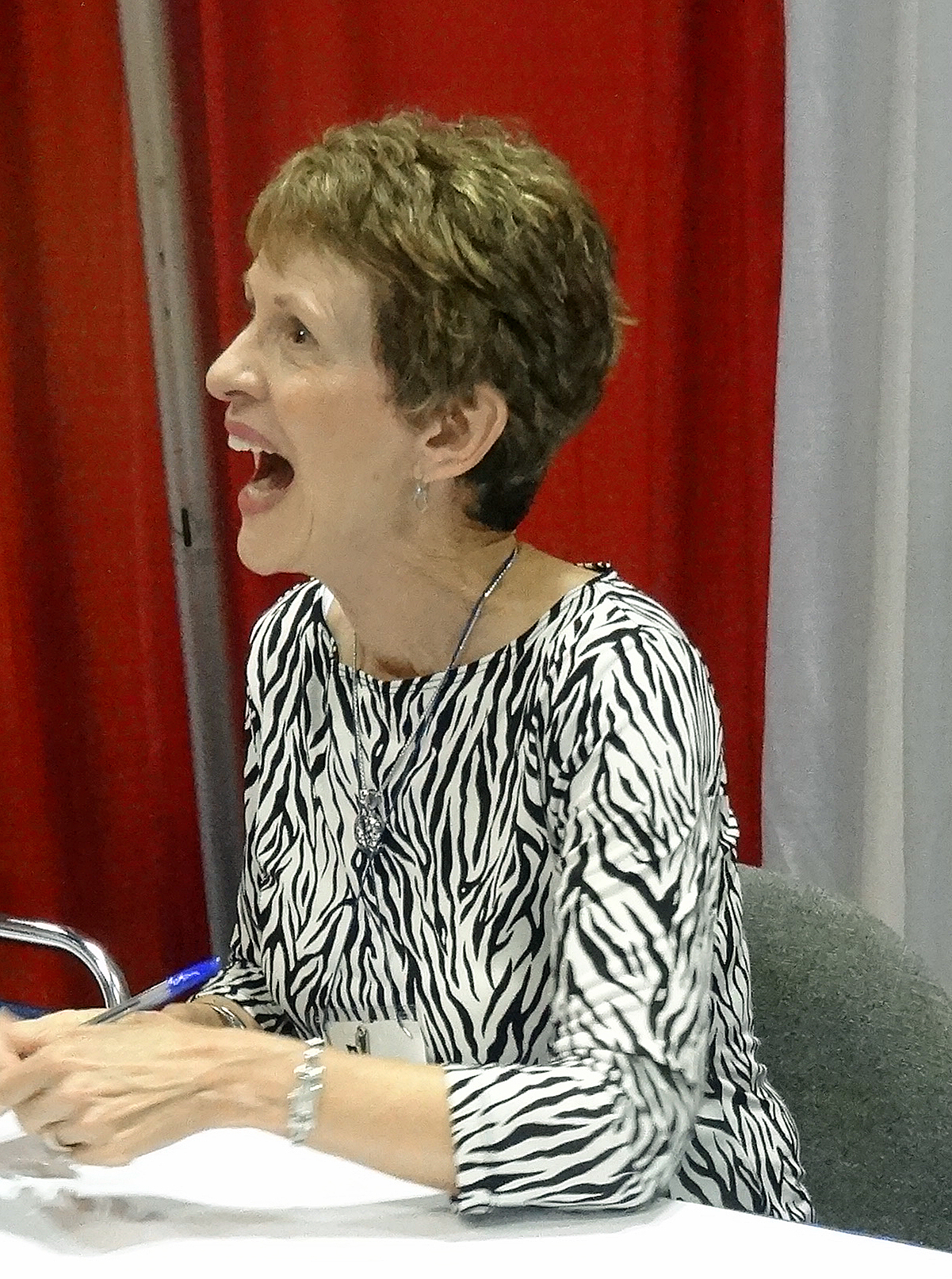
Susan Elizabeth Phillips

Susan Elizabeth Phillips (* 11. Dezember 1948 in Cincinnati), auch bekannt unter dem Pseudonym Justine Cole, ist Autorin einer Reihe humorvoller romantischer Romane. Mit ihren Büchern erschien sie schon mehrfach auf den Bestseller-Listen der New York Times.

## Leben
Susan Elizabeth Phillips studierte Theaterwissenschaften an der Ohio University und arbeitete anschließend als Lehrerin an einer amerikanischen Highschool.
Ihren Mann, einen Ingenieur, lernte sie während des Studiums kennen. Zwei Jahre nach der Hochzeit kam ihr erster Sohn zur Welt.
Heute lebt sie mit ihrem Ehemann in einem Vorort von Chicago und ist Mutter von zwei erwachsenen Söhnen. Ihr jüngster Sohn Zach Phillips ist Musiker. Eines seiner bisher zwei Alben, This Heart of Mine, bildet die musikalische Untermalung zum gleichnamigen Roman der Autorin (deutscher Titel: Verliebt, verrückt, verheiratet, 2002).
Ihren ersten Roman The Copeland Bride schrieb sie gemeinsam mit ihrer Freundin. Er wurde 1983 unter dem Pseudonym Justine Cole veröffentlicht.
Mit ihrer Buchreihe über die Chicago-Stars-Footballhelden gelang es Phillips auch in Deutschland eine größere, vorwiegend weibliche Leserschaft für sich zu gewinnen.

## Auszeichnungen
- Fünfmalige Gewinnerin des Romance-Writers-of-America-Awards (RITA)
- 2001 Romance Writers Hall of Fame[2]

## Werke
Der Roman Frühstück im Bett (2004) spielt im Süden der USA und handelt von einer ehemaligen Schönheitskönigin namens Sugar Beth und ihrem früheren britischen Lehrer Colin Bryne.
Der Roman Küss mich, wenn du kannst handelt von der Heiratsvermittlerin Annabell Granger, die den schwierigen Klienten Heath Champion unter die Haube bringen soll.
Ihr Roman Dieser Mann macht mich verrückt aus dem Jahr 2007 handelt von der Frau Blue Bailey, die von ihrem Freund in der Provinz von Tennessee sitzen gelassen wird.
Auch dieses Buch gehört wieder der Chicago-Reihe an. In den Anmerkungen der Autorin ist zu lesen, dass zwei der Titel, die in diesem Buch erwähnt werden, auf realen Songs ihres Sohnes Zach Phillips beruhen.
2012 ist ihr Roman The Great Escape auf Englisch erschienen. Dieser wurde im Mai 2013 in Deutsch unter dem Titel Wer Ja sagt, muss sich wirklich trauen veröffentlicht.

### Chicago Stars-Reihe
- Ausgerechnet den? 2001 (It Had To Be You 1994) ISBN 3-442-35526-5
- Der und kein anderer 2001 (Heaven, Texas 1995) ISBN 3-442-35669-5
- Bleib nicht zum Frühstück! 1998 (Nobody's Baby but Mine 1997) ISBN 3-442-35029-8
- Träum weiter Liebling 1999 (Dream a Little Dream 1998) ISBN 3-442-35105-7
- Verliebt, verrückt, verheiratet 2002 (This Heart of Mine 2001) ISBN 3-442-35339-4
- Küss mich, wenn du kannst 2005 (Match Me If You Can 2005) ISBN 3-442-36299-7
- Dieser Mann macht mich verrückt 2007 (Natural Born Charmer 2007) ISBN 3-442-36300-4
- Verliebt bis über alle Sterne 2017 (First star I see tonight 2016) ISBN 978-3-7341-0342-1
- Und wenn Du mich küsst (2022) (When Stars Collide 2021) ISBN 978-3-7341-1120-4

### Wynette Texas
- Wer Ja sagt, muss sich wirklich trauen 2013 (The Great Escape 2012) ISBN 3-7645-0455-2
- Der schönste Fehler meines Lebens 2011(Call me irresistible 2010) ISBN 978-3-7645-0397-0
- Aus versehen verliebt (What I Did For Love 2009) ISBN 978-3-442-36912-6
- Kein Mann für eine Nacht (2008, Original 1987) – Überarbeitung von Glitter Baby
- Komm und küss mich (2013) – Überarbeitung von Fancy Pants
- Wer will schon einen Traummann 2001 (First Lady 2000) ISBN 3-442-35394-7
- Kopfüber in die Kissen (2000) – Überarbeitung von Lady Be Good

### Einzel-Romane
- Und wenn sie tanzt (2020) (Dance Away with Me, 2020) ISBN 3-7341-0343-6
- Cottage gesucht, Held gefunden 2015 (Heroes are my Weakness 2014) ISBN 3-7341-0111-5
- Mitternachtsspitzen (2006, Original 1983) – Überarbeitung von Just Imagine ISBN 3-442-36605-4
- Frühstück im Bett 2004 (Ain't She Sweet 2004) ISBN 3-442-35830-2
- Vorsicht, frisch verliebt 2003 (Breathing Room 2002) ISBN 3-442-35829-9
- Küß mich Engel 1999 (Kiss An Angel 1995) ISBN 3-442-35066-2
- Dinner für drei 2003 (Honey Moon 1993) ISBN 3-442-35670-9
- Die Herzensbrecherin 2005 (Hot Shot 1991) ISBN 3-442-36290-3
- The Copeland Bride (1983) – Unter dem Pseudonym Justine Cole geschriebener Roman.